# Nimitönjärvi, Norrbotten
Nimitönjärvi är en sjö i Övertorneå kommun i Norrbotten och ingår i Torneälvens huvudavrinningsområde.